# Clay Wilson
Clay Wilson (ur. 5 kwietnia 1983 w Sturgeon Lake, Minnesota) – amerykański hokeista, reprezentant USA, trener.

## Kariera
- Cloquet High (2000-2001)
- Michigan Tech (2001-2005)
- Muskegon Fury (2005)
- Grand Rapids Griffins (2005-2006)
- Portland Pirates (2006-2007)
- Syracuse Crunch (2007-2008)
  -  Columbus Blue Jackets (2007, 2008)
- Chicago Wolves (2008-2009)
  -  Atlanta Thrashers (2009)
- Rochester Americans (2009-2011)
  -  Florida Panthers (2010, 2011)
- Abbotsford Heat (2011-2012)
  -  Calgary Flames (2012)
- Donbas Donieck (2012-2014)
- HK Soczi (2014-2016)
- Siewierstal Czerepowiec (2016-2017)
- AIK Ishockey (2017-2018)
- Donbas Donieck (2019-)

Występował w amerykańskich rozgrywkach akademickich NCAA, a następnie w lidze AHL i w rozgrywkach NHL (rozegrał w tym czasie 12 spotkań). Od sierpnia 2012 zawodnik ukraińskiego klubu Donbas Donieck w lidze KHL. W kwietniu 2014 przedłużył kontrakt. Od lipca 2014 zawodnik HK Soczi. Od maja 2016 do kwietnia 2017 zawodnik Siewierstali Czerepowiec. Od końca października 2017 zawodnik AIK. 
Uczestniczył w turnieju mistrzostw świata w 2011.
W październiku 2018 został asystentem trenera Donbasu Donieck. W sierpniu 2019 ponownie został zawodnikiem Donbasu Donieck.

## Sukcesy
Klubowe

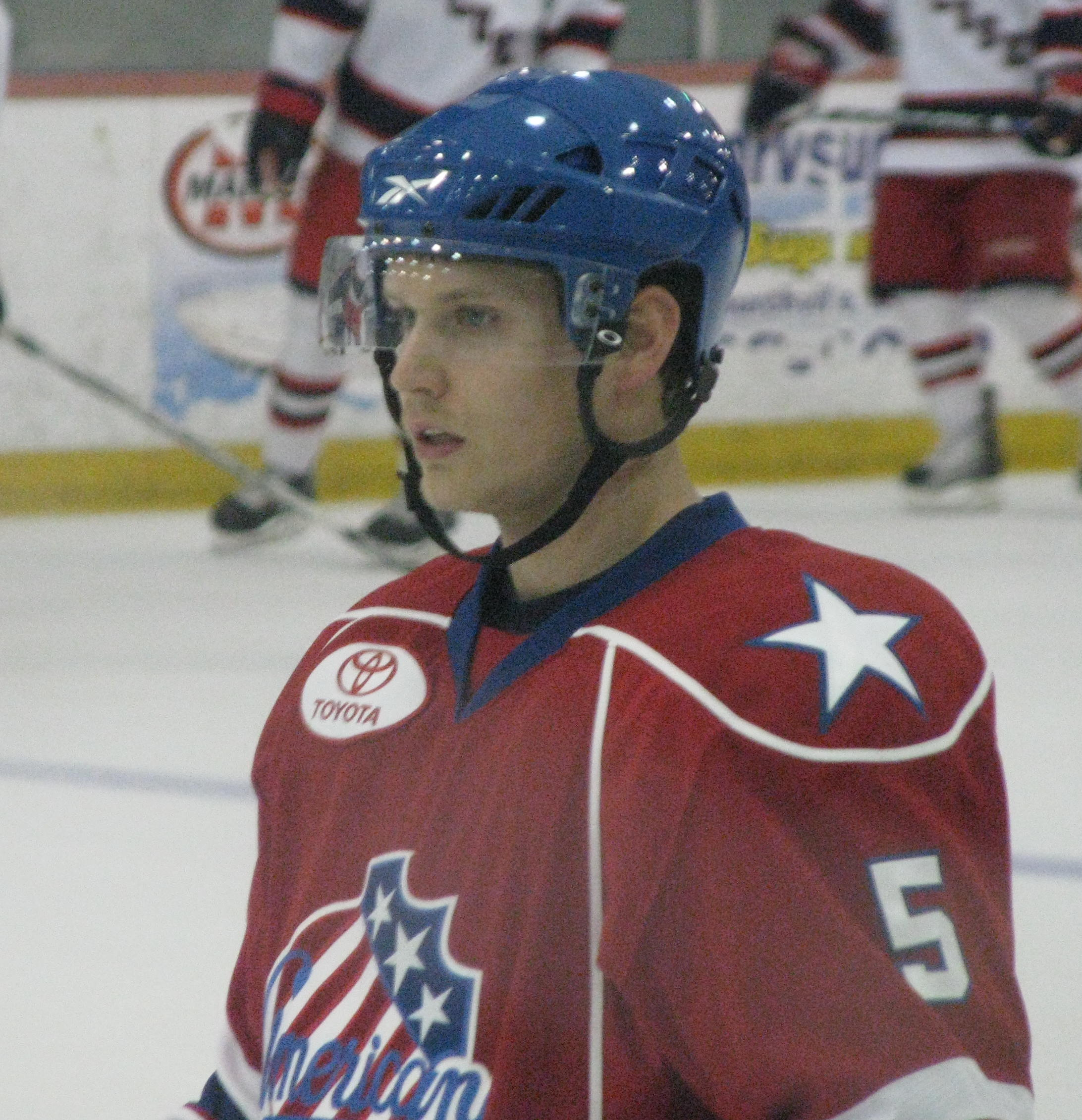
Clay Wilson w barwach Rochester Americans (2009)

- Colonial-Cup:: 2005 z Muskegon Fury
- Mistrzostwo dywizji AHL: 2006 z Grand Rapids Griffins
- Mistrzostwo konferencji AHL: 2006 z Grand Rapids Griffins
- Norman R. „Bud” Poile Trophy: 2006 z Grand Rapids Griffins
- Puchar Kontynentalny: 2013 z Donbasem Donieck
- Srebrny medal mistrzostw Ukrainy: 2020 z Donbasem Donieck

Indywidualne
- AHL 2005/2006:
  - Najlepszy zawodnik tygodnia – 25 grudnia 2005
- AHL 2007/2008:
  - Najlepszy zawodnik tygodnia – 16 marca 2008
  - Mecz Gwiazd AHL
- AHL 2009/2010:
  - Drugi skład gwiazd
- AHL 2010/2011:
  - Mecz Gwiazd AHL
- AHL 2011/2012:
  - Mecz Gwiazd AHL
  - Pierwsze miejsce w klasyfikacji strzelców wśród obrońców: 16 goli
  - Drugi skład gwiazd
- Puchar Kontynentalny 2012/2013:
  - Najlepszy obrońca turnieju finałowego[9]
- Puchar Kontynentalny 2013/2014:
  - Najlepszy obrońca turnieju finałowego[10]